# Kayden Kross
Pour les articles homonymes, voir Kross.
Kayden Kross, née le 15 septembre 1985 à Sacramento, Californie, est une actrice et réalisatrice pornographique et mannequin de charme américaine.

## Biographie
Kayden est née le 15 septembre 1985 à Sacramento, Californie, ville où elle a grandi. Elle revendique des origines suédoises. Kayden se décrit elle-même à l’école secondaire en tant que « nerd ». Elle commence le striptease à l’âge de dix-huit ans au Rick's Showgirls à Rancho Cordova, Californie, afin de gagner de l’argent pour acheter un poney qui allait être abattu. Elle a été contactée quelque temps après par un agent et a commencé à poser dans des magazines pour adultes.
Elle a un enfant avec Manuel Ferrara, acteur français, et ils se sont fiancés en septembre 2013.

## Carrière
Kayden est étudiante senior à l’université à Sacramento, quand elle signe un contrat d'exclusivité avec Vivid en novembre 2006 interprétant entre autres Kayden's First Time, Hard Time et Be Here Now, des succès au box office. Mécontente de la place qu'on lui faisait au sein des studios, elle ne renouvelle pas son contrat et travaille librement pendant un an avant de signer un contrat d’exclusivité avec l'entreprise Adam & Eve (en anglais).
Kayden fait son apparition dans plusieurs épisodes de The Block, une télé réalité diffusée par les antennes de G4TV, dans lequel les actrices de Vivid se rendent à l'hôtel The Block pour une séance photo. On la retrouve avec Gene Simmons Family Jewels, une autre émission de télé-réalité réalisée par le présentateur éponyme.
Elle ouvre son site officiel, clubkayden.com, sur la toile le 2 septembre 2008. En dehors de son site officiel, Kayden écrit des mises à jour régulières sur mikesouth.com. Elle a reçu les honneurs du magazine Penthouse avec le titre de Pet of the Month (« animal de compagnie du mois ») de septembre 2008.
En septembre 2008, Kayden a été accusée de vol et de violations du Code civil de la Californie impliquant des contrats pour l’achat d'un manège.
En 2008, Kayden Kross joue dans The 8th Day (Le huitième jour) qui sort l'année suivante et triomphe aux AVN Awards en janvier 2010.
Elle obtient son premier trophée aux Hot d'Or d'octobre 2009 où elle est sacrée meilleure starlette américaine,. Dans la foulée, elle signe un contrat d'exclusivité avec le studio Digital Playground qui prend effet au 1er janvier 2010. Juste avant la fin de son contrat avec Adam & Eve, elle interprète le rôle d'Elin Nordegreen dans Tyler's Wood.
Sa première vidéo avec Digital Playground, intitulée The Smiths, devient le top des ventes dès la première semaine de sa parution.
Kross anime le spectacle des AVN Awards 2010 aux côtés du comédien Dave Attell et de Kirsten Price, une autre actrice pornographique.
En 2013, elle apparaît dans une scène inédite de la série Breaking Bad, « Des Filles et des Flingues » (« Chicks and Guns » en anglais), dans laquelle elle incarne la strip-teaseuse Crystal, et se livre à une performance de Lap dance aux côtés d'Aaron Paul et Charles Baker.
En 2017 elle apparaît aux côtés de Benzaie, Steve Holmes et Manuel Ferrara dans le Hard Corner spécial 5 ans nommé Hard Porner.

## Filmographie succincte
Films non-pornographiques
- 2011 : The Dinah Girls (téléfilm) : elle-même
- 2012-2013 : Girl/Girl Scene (websérie) : Avery
- 2013 : Jurassic: Stoned Age : Sally
- 2014 : Very Bad Games : la blonde topless
- 2015 : Samurai Cop 2: Deadly Vengeance (en) : Milena Roberts / Jennifer
- 2017 ⁣: Hard Porner (websérie) : elle-même
- 2017 : Revenge of the Samurai Cop
- 2017 : Stadium Anthems : Patty O'Toole

Films pornographiques
- 2006 : Naked College Slumber Party
- 2007 : Meet Kayden
- 2008 : Roller Dollz
- 2009 : Kayden's Frisky Business
- 2010 : Cheerleaders Academy
- 2011 : Masseuse 3
- 2012 : Legendary Lesbians
- 2013 : My Sister's Husband
- 2014 : Evil Anal 22
- 2015 : Carter Cruise: Wide Open
- 2016 : Kayden Kross vs Stoya
- 2017 : Kayden Loves Girls

Une filmographie plus complète peut être consultée ici.

## Récompenses

### Prix
- 2007 : Adultcon Top 20 actrices pour adultes[18];
- 2009 : Hot d'Or – Meilleure starlette américaine[19].
- 2010 : Eroticline Awards – Best US Actress.
- 2011 : AVN Award – Best All-Girl Group Sex Scene pour "Body Heat" (avec Jesse Jane, Riley Steele, Katsuni et Raven Alexis)
- 2013 : XBIZ Award Meilleure scène lesbienne (Best Scene - All Girl) pour Mothers & Daughters (Digital Playground)[20]
- 2020 : AVN Awards - Director of the Year
- 2021 : AVN Awards - Director of the Year

### Nominations
- 2008 : F.A.M.E. Awards finaliste catégorie Hottest Body.
- 2008 : F.A.M.E. Awards finaliste catégorie Favorite Rookie Starlet.
- 2009 : AVN Award nominee – Female Performer of the Year.
- 2009 : AVN Award nominee – Best Couples Sex Scene pour Roller Dollz.
- 2009 : AVN Award nominee – Best All-Girl Group Sex Scene pour Bree's Slumber Party avec Bree Olson, Penny Flame et Aiden Starr.
- 2009 : AVN Award nominee – Best All-Girl Couples Sex Scene pour Roller Dollz avec Bree Olson.
- 2009 : XRCO Award nominee – Best On-Screen Chemistry.
- 2010 : AVN Award nominee – Best All-Girl Three-Way Sex Scene pour Swing Time avec Holly West & Kagney Linn Karter.
- 2019 : AVN Award nominee – Director of the year